# 의림초등학교
의림초등학교는 대한민국 충청북도 제천시에 있는 공립 초등학교이다.

## 연혁
- 1945년 10월 20일, 의림공립국민학교 설립 인가
- 1945년 10월 25일, 6학급 개교[1]
- 1994년 12월 10일, 병설유치원 단독 원사 신축
- 1996년 3월 1일, 의림초등학교로 명칭 변경
- 2007년 12월 10일, 의림누리관(다목적교실) 완공
- 2009년 11월 19일, 인조잔디구장 준공식
- 2011년 5월 17일, 그린스쿨 준공식
- 2012년 11월 15일, 교육과학기술부요청 도지정 생활지도(학교문화) 시범학교 발표
- 2014년 3월 1일, 의림초등학교 병설유치원이 의림단설유치원으로 개원
- 2018년 3월 1일, 보건교육 실습협력학교 운영교 지정(~2020.2.29.)
- 2019년 1월 10일, 제74회 졸업식(총 졸업생수 22,238명)
- 2019년 3월 1일, 초등 27학급 편성 운영(특수학급 1학급 포함)
- 2019년 9월 1일, 제31대 음용란 교장선생님 부임
- 2020년 1월 7일, 제75회 졸업식(총 졸업생수 22,238명)
- 2020년 3월 1일, 25학급 편성 운영 (특수학급 1학급 포함)
- 2020년 3월 1일, 교육실습협력학교 (보건교육) 운영 지정

## 참고 자료
- 의림초등학교 - 한국교육학술정보원 학교알리미